# Armando Riso
Armando Riso (Casale Monferrato, 29 dicembre 1909 – ...) è stato un calciatore italiano, di ruolo centrocampista.

## Carriera
Giocò in Serie A con il Casale; successivamente militò nel Candia Lomellina e nel Derthona.